# Società della conoscenza
Una società della conoscenza genera, condivide e mette a disposizione di tutti i membri della società, la conoscenza che può essere utilizzata per migliorare la condizione umana.
Un rapporto mondiale dell'UNESCO del 2005 affronta la definizione, il contenuto e il futuro delle società della conoscenza.

## Nomenclatura e differenze
Una società della conoscenza si differenzia da una società dell'informazione per il fatto che la prima serve a trasformare l'informazione in risorse che consentono alla società di agire efficacemente, mentre la seconda si limita a creare e diffondere i dati grezzi.
La capacità di raccogliere e analizzare le informazioni (freedom of information) è esistita nel corso della storia umana. Tuttavia, l'idea dell'attuale società della conoscenza si basa sull'enorme aumento della creazione di dati e della diffusione delle informazioni derivante dall'innovazione tecnologica: questo trasforma il principio einaudiano del "conoscere per deliberare" in un vero e proprio right to know (diritto alla conoscenza), per la cui consacrazione sono in corso iniziative presso i massimi consessi internazionali.

## Tecnologie dell'informazione e della comunicazione
La crescita delle e tecnologie dell' informazione della comunicazione, in acronimo TIC, ha notevolmente aumentato la capacità del mondo di creare dati grezzi e la velocità con cui vengono prodotti. L'avvento di Internet ha fornito informazioni inaudite alle persone. L'evoluzione di internet dal Web 1.0 al Web 2.0 ha offerto ai singoli utenti strumenti per connettersi tra loro in tutto il mondo e diventare utenti e produttori di contenuti. L'innovazione nel campo delle tecnologie dell'informazione e della comunicazione offre ai singoli individui la possibilità di connettersi ovunque e in qualsiasi momento, laddove l'accesso alla tecnologia sia possibile. Gli strumenti tecnologici hanno il potenziale per trasformare l'istruzione, la formazione, l'occupazione e l'accesso a risorse che sostengano la vita per tutti i membri della società.
Tuttavia, questa capacità degli individui di produrre e utilizzare dati su scala globale non si traduce necessariamente nella creazione di conoscenze. I media contemporanei forniscono una quantità apparentemente infinita di informazioni eppure, l'informazione da sola non crea conoscenza. Affinché la creazione della conoscenza avvenga, è necessaria una riflessione per creare consapevolezza, significato e comprensione. Il miglioramento delle circostanze umane richiede un'analisi critica delle informazioni per sviluppare le conoscenze che aiutano l'umanità. Se assente riflessione e pensiero critico, l'informazione può effettivamente diventare "non conoscenza", ciò che è falso o impreciso. L'atteso Web 3.0 e Web 4.0 porteranno avanti sia la creazione di informazioni che di conoscenze nella loro capacità di utilizzare l'intelligenza per creare in digitale significati indipendenti dalle tecnologie dell'informazione e della comunicazione guidate dall'utente.

## Teoria sociale
La teoria sociale di una società della conoscenza spiega come la conoscenza sia fondamentale per la politica, l'economia e la cultura della società moderna. Le idee associate comprendono l'economia della conoscenza creata dagli economisti e la società dell'apprendimento creata dagli educatori. La conoscenza è una merce da scambiare per la prosperità economica. In una società della conoscenza, individui, comunità e organizzazioni producono lavori ad alta intensità di conoscenza. Peter Drucker ha considerato la conoscenza come una risorsa economica chiave e nel 1969 ha coniato il termine "lavoratore della conoscenza". In questo ambiente ad alta intensità di conoscenze, la conoscenza genera conoscenza, si sviluppano nuove competenze e il risultato è l'innovazione.
Una società della conoscenza promuove i diritti umani e offre un accesso equo, inclusivo e universale a tutta la creazione della conoscenza. Il rapporto mondiale dell'UNESCO stabilisce quattro principi essenziali per lo sviluppo di una società della conoscenza equa:
- Diversità culturale
- Pari accesso all' istruzione
- Accesso universale all' informazione (di dominio pubblico)
- Libertà di espressione

Tuttavia, essi riconoscono che il divario digitale è un ostacolo alla realizzazione di vere e proprie società della conoscenza. L'accesso a Internet è disponibile per il 39% della popolazione mondiale. Questa statistica rappresenta una crescita e un divario costante. Tra le numerose sfide che contribuiscono a creare un divario digitale globale vi sono le questioni relative alle risorse economiche, alla geografia, all'età, al sesso, alla lingua, all'istruzione, al contesto sociale e culturale, all'occupazione e alle disabilità.

## Politica
Per ridurre il divario digitale, i leader e i responsabili politici di tutto il mondo devono innanzitutto sviluppare e comprendere le società della conoscenza e, in secondo luogo, creare e attuare iniziative che andranno universalmente a vantaggio di tutte le popolazioni. L'opinione pubblica si aspetta che i politici e le istituzioni pubbliche agiscano in modo razionale e si avvalgano delle conoscenze necessarie per prendere decisioni; eppure, in molti casi, non vi sono risposte definitive per alcune delle questioni che interessano l'umanità. La scienza non è più considerata il fornitore di conoscenze indiscutibili e talvolta crea maggiore incertezza nella sua ricerca della conoscenza. Lo stesso progresso della conoscenza crea l'esistenza di una maggiore ignoranza o non conoscenza. Ciò significa che la politica pubblica deve imparare a gestire il dubbio, la probabilità, il rischio e l'incertezza, pur prendendo le migliori decisioni possibili.
Per affrontare l'incertezza che deriva da una sovrabbondanza delle informazioni e dalla conseguente mancanza di conoscenza, l'osservazione delle conseguenze potrebbe non risultare efficace a prevenire tempestivamente scelte erronee, soprattutto quando la distorsione informativa si produce con il metodo della democrazia diretta. La politica pubblica può però operare con l'intento di prevenire il peggior risultato possibile, rispetto a trovare la soluzione perfetta. La democratizzazione delle conoscenze specialistiche avviene quando una società della conoscenza produce e si affida a più esperti. La conoscenza degli esperti non è più esclusiva di determinati individui, professionisti o organizzazioni. Se in una società della conoscenza la conoscenza è un bene pubblico al quale tutti hanno accesso, qualsiasi individuo può anche fungere da creatore di conoscenza e ricevere credito come esperto. Dal momento che i politici si affidano alle conoscenze degli esperti per prendere le decisioni, il laico - che potrebbe non possedere conoscenze specialistiche - offre almeno una visione, che potrebbe essere valutata come competenza per il processo politico.

### Il diritto alla conoscenza
Con vari strumenti politici e giuridici è iniziata un'opera di promozione della maggiore responsabilizzazione e apertura dei governi, partendo dall'affermazione che la responsabilità politica dei governanti e dei titolari di incarichi elettivi non può essere compressa, limitata o ostacolata dal segreto di Stato né da apparati tecnologici intrusivi e opachi.
La vicenda di Julian Assange "mostra come – fuori di quelle circostanze di tempo e di luogo – anche nelle democrazie occidentali più evolute le raccolte di informazioni (e la loro conservazione in banche dati sempre più gigantesche) hanno prodotto una conoscenza funzionale all'esercizio del potere, soprattutto del potere di controllo (...) Del resto, la Dichiarazione universale dei diritti dell'uomo delle Nazioni Unite del 1948 contempla un diritto a «cercare, ricevere, diffondere » informazioni: « il diritto alla conoscenza è il diritto di tutti i cittadini del mondo di conoscere come i detentori di grandi poteri, che ormai travalicano i confini degli Stati, possano esercitare questi stessi poteri e come possano essere controllati».
In tal senso vanno la risoluzione del 7 giugno 2007 (A/HRC/RES/12/12) del Consiglio per i diritti umani ONU sul diritto alla verità e le risoluzioni dell'Assemblea generale dell'Onu A/RES/60/147 del 12 ottobre 2009 e A/RES/68/165 del 18 dicembre 2013. Inoltre, con la sentenza «Gomes Lund vs Brasil» del 24 novembre 2010 la Corte Interamericana dei diritti dell'uomo ha esplicitamente affermato il «diritto alla verità», stabilendo il diritto delle vittime e dei loro familiari di cercare ricevere informazioni in merito agli abusi subìti.
In seguito, con il rapporto del 4 settembre 2013 (A/68/362) - redatto dallo Special Rapporteur ONU per la promozione e protezione del diritto alla libertà di opinione e di espressione - venne riconosciuto il diritto di accesso all'informazione (come) uno dei componenti centrali del diritto alla libertà di opinione e di espressione, come stabilito dalla Dichiarazione universale dei diritti umani (articolo 19), dal Patto internazionale sui diritti civili e politici (articolo 19 (2)) e dai trattati regionali sui diritti umani.
Con l'approvazione all'unanimità il 23 settembre 2015, in Commissione affari esteri della Camera dei Deputati, della mozione presentata da Vincenzo Amendola sulla codificazione del diritto umano alla conoscenza, anche nelle sedi istituzionali italiane si è dato un impulso per l'affermazione del diritto di ogni persona all'accesso alla conoscenza, allo sviluppo di uguali possibilità di crescita individuale e collettiva mediante la diffusione dell'informazione, al riequilibrio delle differenze di potere conoscitivo tra attori economici, istituzioni e cittadini. Rimarchevole, in questo senso, la decisione del TAR Lazio 22 luglio 2020 sul ricorso della Fondazione Luigi Einaudi, che ha portato alla pubblicazione dei verbali del Comitato Tecnico Scientifico, utilizzati a supporto dei vari decreti adottati dalla Presidenza del consiglio dei ministri italiana nel corso dei primi mesi della pandemia da Covid-19.
Nella medesima linea di indirizzo rientra anche la spinta ad acquisire le capacità necessarie per utilizzare i mezzi di comunicazione di massa in modo consapevole e attivo, oggetto di altre iniziative collegate con la cosiddetta cittadinanza digitale: 
- il rapporto sul diritto alla privacy nell'era digitale del 30 giugno 2014 (A/HRC/27/37) dell'Ufficio dell'Alto Commissario ONU ai diritti umani (ove si denuncia un'allarmante mancanza di trasparenza da parte delle autorità governative associata con politiche, leggi e pratiche di sorveglianza che ostacolano qualsiasi tentativo di valutare la loro compatibilità con la legge internazionale dei diritti umani e di assicurare l'attribuzione di responsabilità);
- la Dichiarazione dei diritti in Internet, per una nuova cittadinanza sulla rete, propiziata nel 2015 dalla Presidenza della Camera dei deputati della Repubblica italiana[19];
- Il Doc. 15040 Media freedom, public trust and the people’s right to know, relatore Roberto Rampi, adottato il 27 gennaio 2020 dall'Assemblea parlamentare del Consiglio d'Europa.

## Educazione
Man mano che le tecnologie saranno utilizzate per migliorare l'accesso globale alle informazioni, il ruolo dell'istruzione continuerà a crescere e a cambiare. L'istruzione è vista come un diritto umano fondamentale. Per una società in cui la lettura e il conteggio sono un requisito necessario per la vita quotidiana, le abilità di lettura, scrittura e aritmetica di base sono fondamentali per l'apprendimento futuro. Tuttavia, in una società della conoscenza, l'istruzione non è limitata alla scuola. L'avvento delle TIC consente ai discenti di cercare informazioni e sviluppare conoscenze in qualsiasi momento e in qualsiasi luogo in cui l'accesso è disponibile e illimitato. In queste circostanze, l'abilità di imparare ad apprendere è uno degli strumenti più importanti per aiutare le persone ad acquisire un'istruzione formale e informale. In una società della conoscenza sostenuta dalle TIC, la capacità di individuare, classificare e ordinare le informazioni è essenziale. Dotato di questa abilità, l'uso delle TIC diventa un'attività attiva rispetto a una passiva e parte integrante dell'alfabetizzazione e dell'apprendimento lungo tutto l'arco della vita.
Un indicatore di una società della conoscenza è l'innovazione continua che richiede apprendimento permanente, sviluppo della conoscenza e condivisione delle conoscenze. L'istituto di istruzione dovrà rispondere alle nuove esigenze. I professionisti dell'istruzione dovranno imparare insieme a tutti gli altri e, in qualità di leader del cambiamento dei progetti nell'apprendimento, fungeranno da ponte tra tecnologia e insegnamento. La capacità di riflettere individualmente sulle esigenze personali di apprendimento e di cercare conoscenze in qualsiasi metodo appropriato caratterizza l'apprendimento permanente. Un modello che supporta questo tipo di apprendimento è il ciclo W. Edwards Deming Plan-do-check-check-act che promuove il miglioramento continuo. I professionisti dell'istruzione dovranno preparare i discenti a rendere conto del proprio apprendimento permanente.

### I quattro pilastri dell'educazione
L'educazione deve trasmettere una crescente quantità di conoscenze e cognizioni tecniche in continua evoluzione, adattate a una civiltà basata sul sapere. Nello stesso tempo, essa deve trovare e additare i punti di riferimento che consentano agli individui di non essere sommersi dal flusso delle informazioni e dall'altra parte che sappiano prospettare lo sviluppo degli individui e delle comunità come suo fine. Ciascun individuo deve essere messo in grado di cogliere ogni occasione per imparare nel corso intero della sua vita, sia per ampliare le proprie conoscenze, abilità e attitudini, sia per adattarsi ad un mondo mutevole, complesso e interdipendente. Per riuscire nei suoi compiti, l'educazione deve essere organizzata attorno a quattro tipi fondamentali d'apprendimento che, nel corso della vita di un individuo, saranno in un certo senso i pilastri della conoscenza:
- imparare a conoscere: acquisire gli strumenti della comprensione
- imparare a fare: agire creativamente nel proprio ambiente
- imparare a vivere insieme: partecipare e collaborare con gli altri in tutte le attività umane
- imparare ad essere: un progresso essenziale che deriva dai tre precedenti .

Questi quattro percorsi della conoscenza formano un tutt'uno, diverso dal passato. Per Jacques Delors la Commissione dell'Unione europea ritiene che si debba prestare eguale attenzione, in tutto l'apprendimento organizzato, a ciascuno di questi quattro pilastri, in modo tale che l'educazione sia considerata come un'esperienza totale per tutta la vita, avendo a che fare sia con la comprensione che con l'applicazione, e concentrando l'attenzione sia sull'individuo sia sul posto che ciascuno ha nella società. Una concezione ampia e globale dell'apprendimento dovrebbe tendere a consentire a ciascun individuo di scoprire, svelare e arricchire il suo potenziale creativo, di rivelare il tesoro che c'è in ciascuno di noi. Questo significa andare oltre una visione strumentale dell'educazione, cioè come un processo al quale ci si sottopone per arrivare a una visione che metta in risalto lo sviluppo della persona nella sua interezza, cioè della persona che impara ad essere.